# Mount Saint Helens utbrott 1980

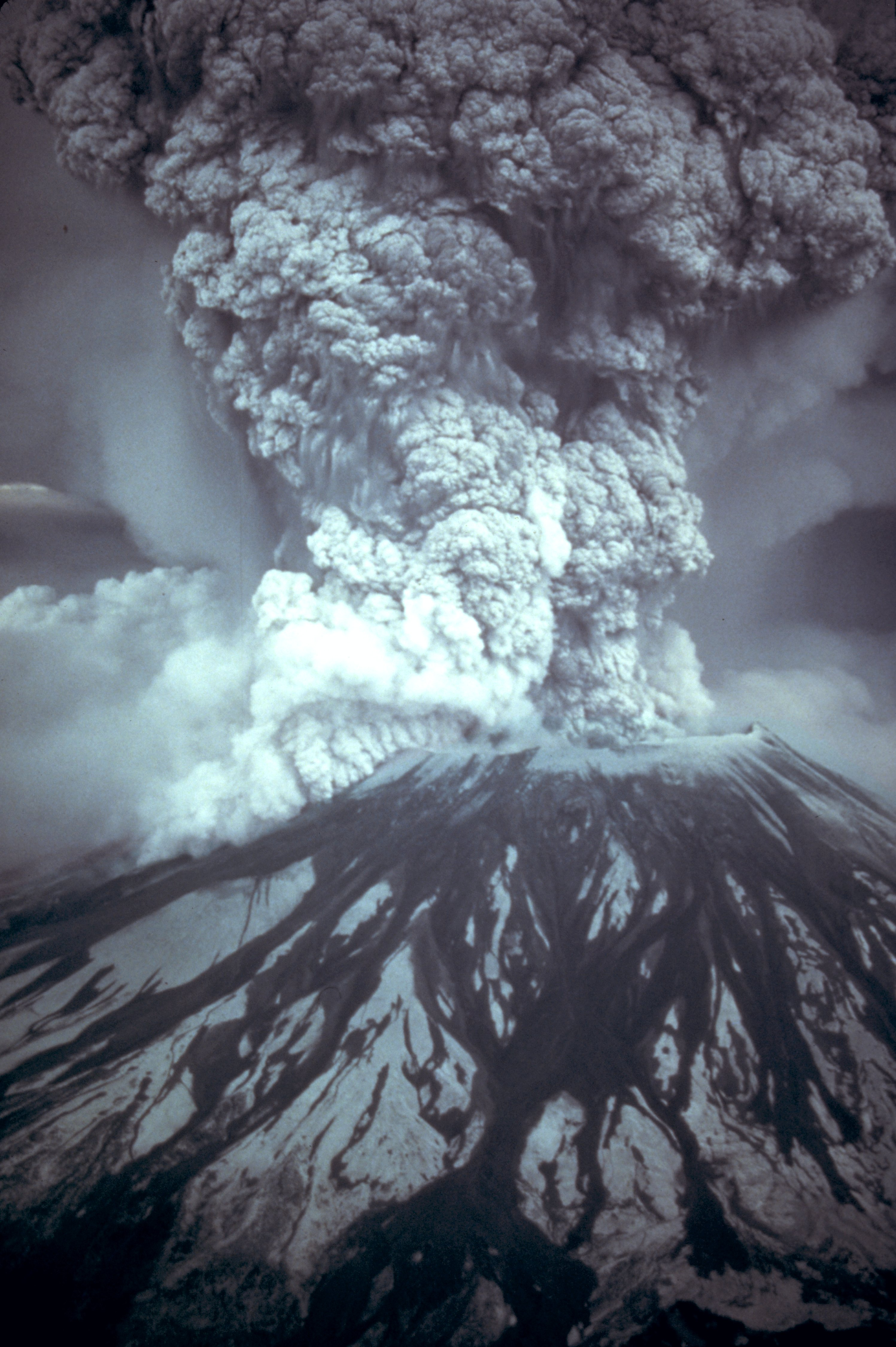
Eruptionen den 18 maj 1980.

Mount Saint Helens utbrott 1980 var ett vulkanutbrott 1980 av Mount Saint Helens i Washington i USA.
Redan några dagar före utbrottet den 18 maj 1980 utvidgades magman under vulkanen med komprimerade gaser, vilket orsakade flera sprickor i bergets norra sida som var direkt kopplade till tidigare jordbävningar och explosiva urladdningar av ånga. Den 18 maj klockan 08:32 (alla tidsangivelser är i lokaltid) framkallade en av dessa jordbävningar ett jordskred av hela bergets norra sluttning. I och med detta var tyngden som belastade magman plötslig mycket liten. Resultatet var ett pyroklastiskt flöde som rörde sig hastigt mot Spirit Lake och som passerade stenlavinen efter några minuter. Trots inrättandet av en skyddszon kring vulkanen några dagar före utbrottet dödades 57 människor och flera tusen ryggradsdjur. En yta på flera hundra kvadratkilometer förvandlades till ödemark på grund av efterföljande jordskred och vulkanisk aska. Med 1,2 km³ utkastat material och värdet 5 på VEI-skalan var utbrottet större än explosionen av Lassen Peak i Kalifornien år 1915. Det största vulkanutbrottet som skett under historisk tid i Förenta staterna var däremot Novarupta 1912.
Under utbrottet bildades en pelare av vulkanisk aska som nådde högt upp i atmosfären och som fördelade askan över elva delstater. På grund av urladdningens hetta smälte regionens snö, is och i vissa fall hela glaciärer som bildade stora strömmar av lera som nådde fram till Columbiafloden, 50 km från vulkanen. Sprängkraften i utbrottet beräknades motsvara 24 megaton trotyl eller 1 500 atombomber av samma storlek som släpptes över Hiroshima. Under år 1980 inträffade fler utbrott av vulkanen, men de hade inte samma styrka som det från 18 maj.
Utbrottet fick stor betydelse för vulkanologin. Det skedde i ett lättillgängligt område och i ett land som hade tillräckliga ekonomiska och vetenskapliga medel för att utforska explosionen. Utbrottet undersöktes redan från de tidigaste tecken på vulkanisk aktivitet av kvalificerade forskare. Därför är urladdningen en av de bäst studerade eruptionerna av en vulkan.

## Händelser före det egentliga utbrottet

### De första jordbävningarna

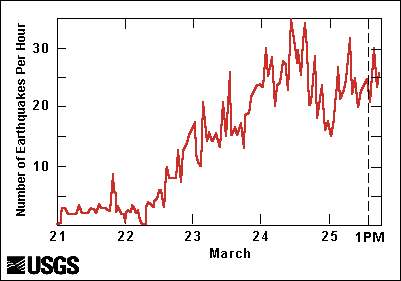
Antalet jordskalv per timme mellan 21 och 25 mars 1980.

Med början den 16 mars 1980 registrerades flera små jordbävningar i vulkanens område. Forskare trodde på grund av dessa skalv att magman under Mount Saint Helens var i rörelse. Den 20 mars klockan 03:47 bekräftades denna teori genom ett jordskalv som nådde 4,2 på richterskalan och dess epicentrum lokaliserades till under vulkanens norra sluttning. Under de följande dagarna registrerade regionens seismografer en ökande våg av jordbävningar med allt kortare mellanrum.
Mellan 26 mars och 27 mars noterades 174 skalv med ett värde lika med eller högre än 2,6 på richterskalan. Fram till 18 maj ökade även antalet av jordbävningar med ett värde över 3,2. Till exempel förekom i början av april minst fem skalv med ett värde på över 4 och en vecka före eruptionen hade antalet ökat till minst åtta. Skalven medförde vanligen is- och snölaviner på bergets sluttningar.

### De första eruptionerna

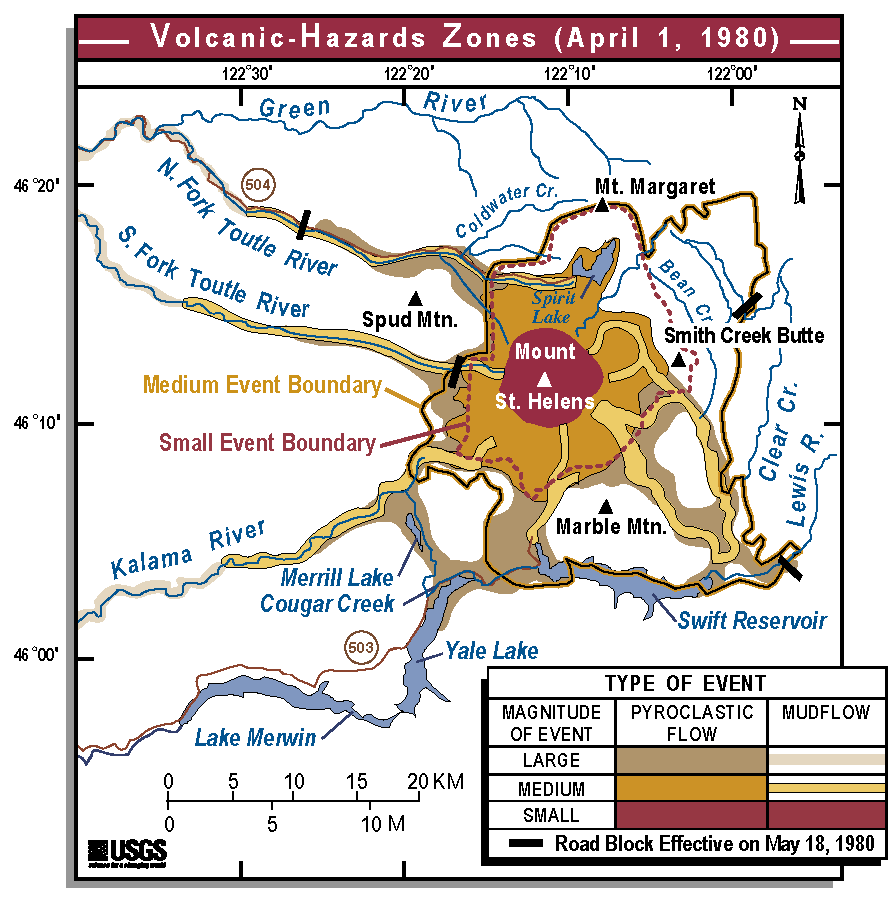
Prognos över den hotade regionen för ett antaget utbrott den 1 april 1980.

Den 27 mars klockan 12:36 ägde två freatiska utbrott (explosioner av grundvatten som kom i kontakt med magma) rum nästan samtidigt. Från vulkanens huvudkrater kastades en 2 100 meter hög pelare av aska upp och samtidigt bildades en ny krater med 76 meter i diameter. Vid samma tid skapades vid bergets topp ett cirka 4 900 meter långt nät av sprickor med utsträckning åt öst. Senare skalv och explosioner av ånga slungade askan upp till 3 400 meter över kratern. Den största delen av askan störtade i ett område mellan 5 och 19 km kring vulkanen, vissa delar registrerades i Bend (Oregon) 240 km söder om berget och i Spokane 285 km öster om Mount Saint Helens. På grund av befarade översvämningar, genom smältande snömassor och jordskred, inrättades den 27 mars en skyddszon kring berget med 25 km diameter. Alla personer som bodde i området fick order att lämna zonen.
Den 29 mars iakttogs ytterligare en krater och en blå flamma – antagligen brinnande gaser – som dansade mellan kratrarna. Dessutom bildades askmoln, som rullade nedanför berget, och statisk elektricitet som resulterade i 3 km långa blixtar. Den 30 mars rapporterades 93 mindre utbrott. En serie rytmiska skalv som började den 1 april betraktades av geologerna som oroväckande. På grund av rapporterna deklarerade guvernören Dixy Lee Ray undantagstillståndet för vulkanen; för vistelse i området 13 km kring berget behövdes särskilt tillstånd. Den ende som vägrade lyda denna order och alla upprop om evakuering var Harry R. Truman som ägde en krog vid berget. Truman blev fram till det stora utbrottet en lokal kändis, men han dog den 18 maj till följd av vulkanutbrottet.

### Utbuktningen vid norra sidan

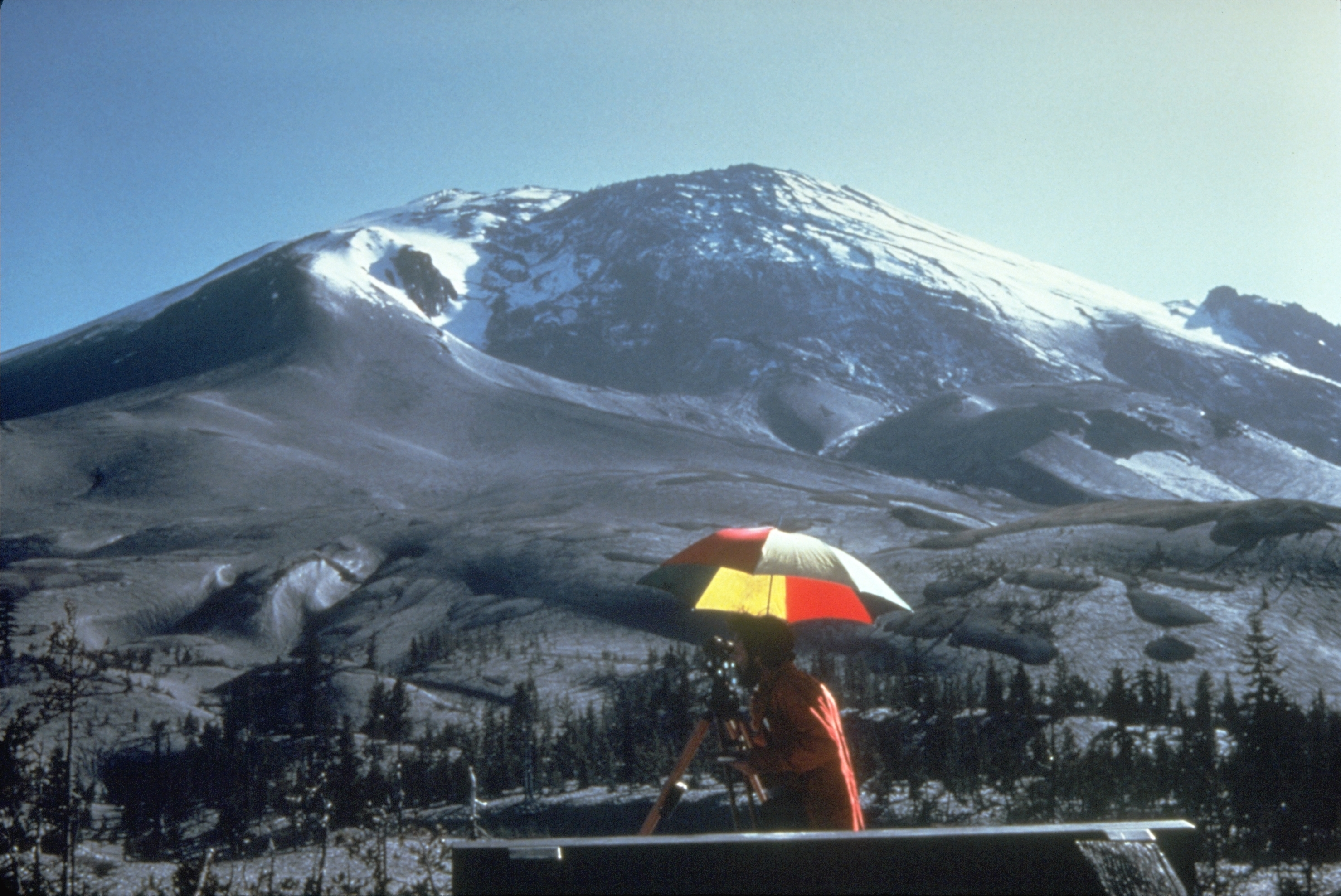
Bulan vid norra sidan, 27 april 1980.

Den 8 april hade båda kratrarna smält ihop till en 520 m×260 m stor sänka. En grupp människor från United States Geological Survey (USGS) registrerade under sista aprilveckan en utbuktning på vulkanens norra sluttning med en diameter på 2,4 km där vissa ställen hade ändrat sitt läge med 82 meter. Bulan växte dagligen med 1,5 till 1,8 meter och hade kort före 18 maj en ändring på 120 meter. Geologerna kom den 30 april överens om att denna buckla utgjorde det största hotet. De förväntade sig ett stort jordskred när utbuktningen lösas från övriga berget och de antog även att den gav plats åt en kolossal eruption. Med ändringen av vulkanens utseende ökades berget volym med 0,1 km³. Det förväntade utbrottet jämfördes med eruptionen vid den ryska vulkanen Besjimjannji (ryska: Безымянный) på Kamtjatka 1956. Magman var fortfarande gömd under stenmassorna och hade i motsats till "öppna" vulkaner ingen kupol av lava.
Den 7 maj ägde ytterligare eruptioner rum som liknade dem från mars och april. Bulan vid norra sidan ökade kontinuerligt i storlek. Innan 18 maj registrerades ungefär 10 000 skalv som koncentrerade sig på ett område vid bergets norra sluttning med en diameter på endast 2,6 km. De synliga jordbävningarna hade ett uppehåll den 16 maj och landets massmedia tappade något av sitt intresse. På grund av det ökande offentliga trycket minskade myndigheterna sina restriktioner. Den 17 maj fick ett begränsat antal personer (50 fordon) tillstånd att beträda skyddszonen och hämta delar av sina gods som fanns kvar i husen. En liknande möjlighet var tänkt för den 18 maj klockan 10. Under tiden hade magma stigit upp i vulkanens inre och bergets grundvatten blev allt hetare.

## Jordskred på norra sluttningen

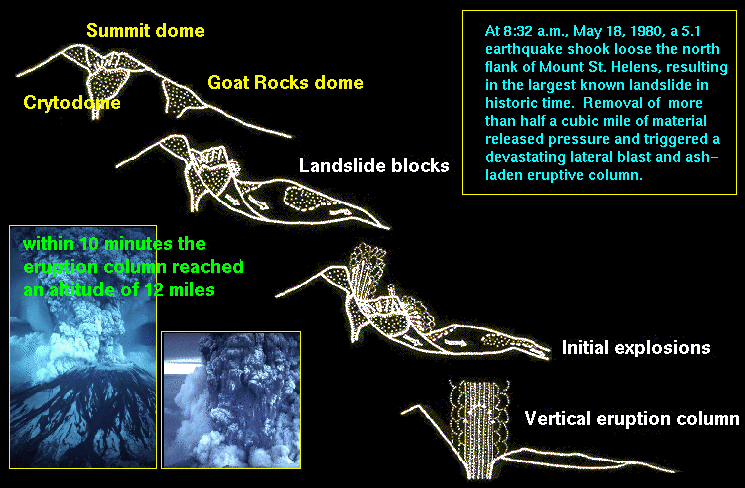
Diagram över utbrottets utvecklingsskeden (engelska).

Den 18 maj klockan 07:00 ringde vulkanologen David A. Johnston från sitt observationsställe 10 km norr om berget till centralen från USGS. Han hade haft nattjänst och meddelade nu sina resultat från en lasermätning som just blev klar. Mount St. Helens aktivitet visade inga förändringar mot de gångna dagarna. Varken tillväxten av bulan vid norra sidan, utsläppet av svaveldioxid eller markens temperatur visade några anmärkningsvärda förändringar, som skulle kunna utgöra några tydliga tecken på en kommande stor explosion.
Klockan 08:32 registrerades, som första varning, ett jordskalv av styrkan 5,1 under vulkanens norra sluttning. Cirka 7 till 20 sekunder efter jordbävningen – 10 sekunder antas vara det mest troliga värdet – löstes hela norra slänten i ett jordskred som var ett av de största i Mount St. Helens kända historia. Den förste som meddelade om början av utbrottet var Johnston som ropade "Vancouver! Vancouver! Nu är det dags!" i sin radiotelefon. De enda bilderna av bergrasen och eruptionens start togs av den då arbetslöse taxichauffören Gary Rosenquist, från Bear Meadow 18 km från vulkanens centrum.
Med en hastighet mellan 175 och 250 km/h rörde sig den norra sluttningens material över de västra utlöparna av Spirit Lake. En del av jordskredet träffade 9,5 km norr om vulkanen på en 350 meter hög klippa. Lite av rasen hann över klinten, men den största delen omdirigerades av klippan till dalgången av North Fork Toutle River. Floden täcktes på en 21 km lång sträcka av ett delvis 180 meter högt grusskikt. Hela sten- och jordmassan som frigjordes vid skredet beräknades till 2,9 km³ och den lade sig över en yta på 62 km².
Tidvis trängdes hela Spirit Lakes vatten undan av jordskredet som resulterade i upp till 180 meter höga vågor. När vattnet återvände hade sjöns botten lyfts med 60 meter. Tusentals trädstammar som hade avverkats av det pyroklastiska flödet (se nedan) översvämmades.

## Pyroklastiska flöden

### Explosionen av den frilagda magman

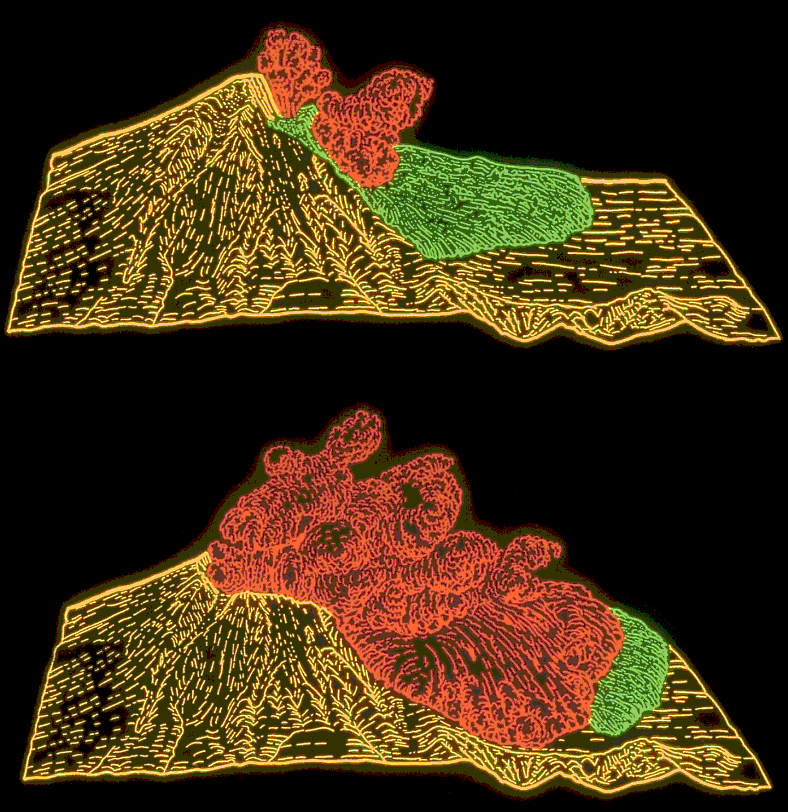
Datorgenererad grafik som visar hur jordskredet (grön) passeras av det pyroklastiska flödet (röd).

Efter det väldiga jordskredet på norra sidan minskade omgivningstrycket på magman i bergets inre dramatiskt. Stenmassan som delvis var smält och mättad med gaser samt den stark komprimerade ångan ovanför magman exploderade några sekunder efteråt. Explosionen trängde genom de sista utlöparna av jordraset och kastade jord och sten åt norr. Det pyroklastiska flödet i form av ett mörkgrått moln som bildades av överhettade gaser, aska, pimpsten av ny lava samt äldre bergarter förflyttade sig nära markytan. Molnet rörde sig i början med 350 km/h, men hastigheten ökades snabb till 1080 km/h. Antagligen rörde sig det pyroklastiska flödet tidvis snabbare än ljudhastigheten.
Molnet passerade kort efteråt jordskredet och den tillhörande tryckvågen ödelade en solfjäderformig areal med 37 km bredd och 30 km längd. I ett område med 13 km diameter som fanns inne i denna solfjäder avverkades 600 km² skog. Hettan förstörde dessutom många träd utanför tryckvågen. Vid kanalen där det pyroklastiska flödet kom fram varade eruptionen ungefär i endast 30 sekunder, men expansionen åt norr dröjde cirka en minut längre.
Av kullen Coldwater Ridge 10 km norr om vulkanen, där geologen Johnston hade sin bas, lämnade explosionen bara de fasta bergarterna kvar. Den mjuka jorden och träd med en stamdiameter upp till två meter slungades iväg. Liket av vulkanologen återfanns aldrig.
Det överhettade material samt förångningen av Spirit Lake och North Fork Toutle River skapade en andra explosion som hördes fram till British Columbia, Montana, Idaho och norra Kalifornien. Å andra sidan hördes ingenting av explosionen i mycket mer närliggande områden som till exempel i Portland, Oregon, 80 km från vulkanen. Denna så kallade "stilla zon" låg några kilometer från bergets centrum och orsakades av samspelet mellan ljudvågornas utbredning och olika temperaturer i atmosfärens luftskikt samt av skillnader i den lokala topografin.
Senare studier uppskattade att en tredje del av flödet, som anges med 188 000 000 m³, var ny lava och resten var fragment av äldre berg.

### Följderna av tryckvågen

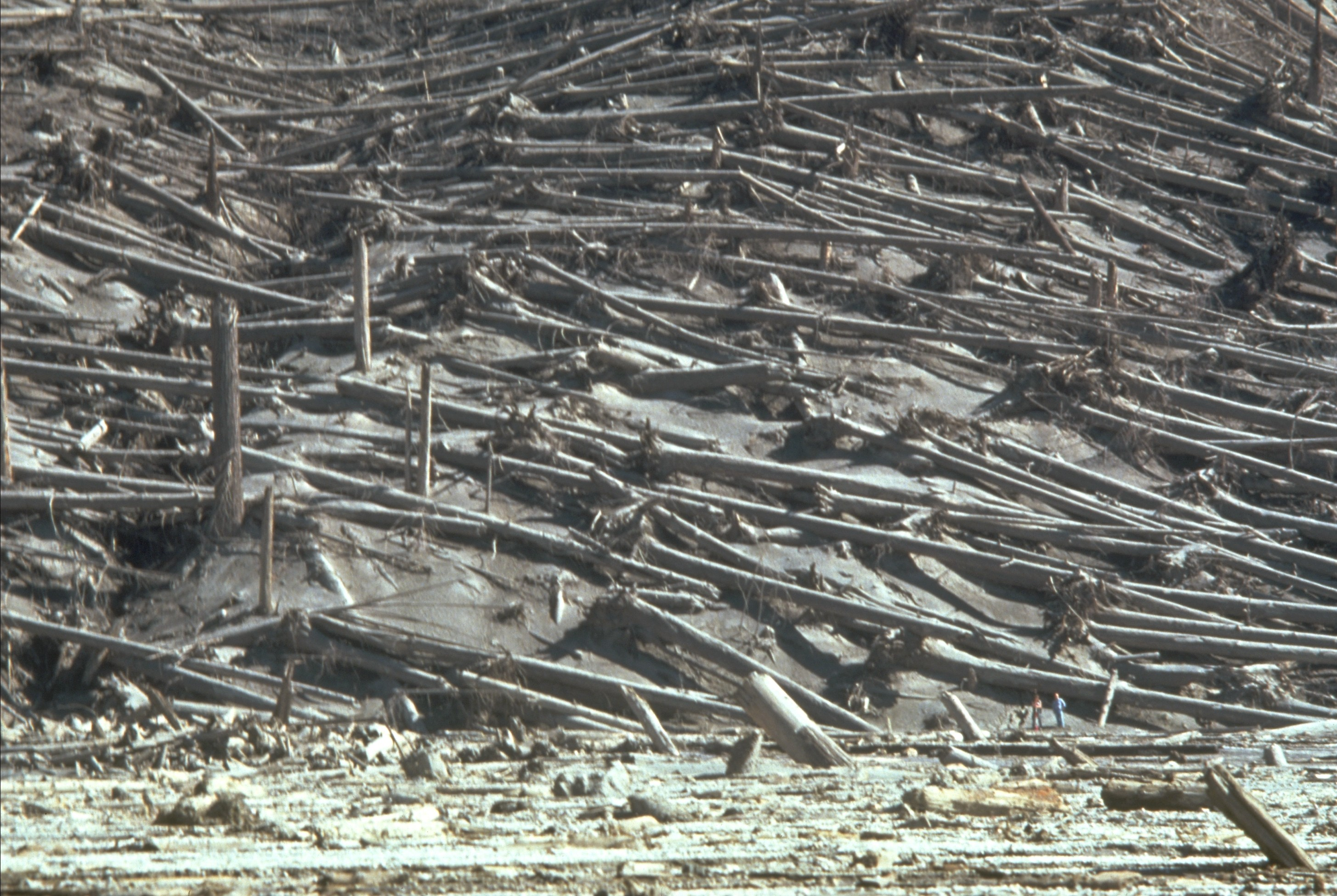
Träd som fällts av vulkanutbrottet på en sluttning i Smith Creek Valleys.

Även om personer i den stilla zonen inte hörde något av eruptionen såg de det väldiga molnet av aska som reste sig mot skyn från bergets norra fot. Tryckvågen slängde iväg en mängd små partiklar och orsakade förstörelse upp till 30 km från vulkanen. Den förstörda området kan grov indelas i tre koncentriska zoner:
1. Den direkta explosionszonen, eller den inre zonen, hade en genomsnittlig radie på 13 km, här förintades eller drogs med så gott som allting – naturlig eller konstgjord.[15] Därför kallas zonen även för "trädborttagningszonen"[en 3]. I denna region påverkades det pyroklastiska flödet inte av topografiska egenheter.
2. Den kanaliserade explosionszonen, eller den mellersta zonen, hade en radie upp till 30 km från vulkanen. Här utplånade flödet allting som var i vägen, men riktningen påverkades i viss mån av topografin.[15] Tryckvågens kraft och riktning visades tydligt när 50 m höga Douglasgranar knäckts i riktning ut från explosionen, liksom grässtrån som nedhöggs av en lie. Ett annat namn på zonen är "trädknäckningszonen"[en 4].
3. Den brända zonen, eller "zonen av de stående brända träd"[en 5], var den yttre regionen. Här hade styrkan avtagit och träden stod kvar, men de brändes svarta av explosionens heta gaser.[15]

### Senare flöden

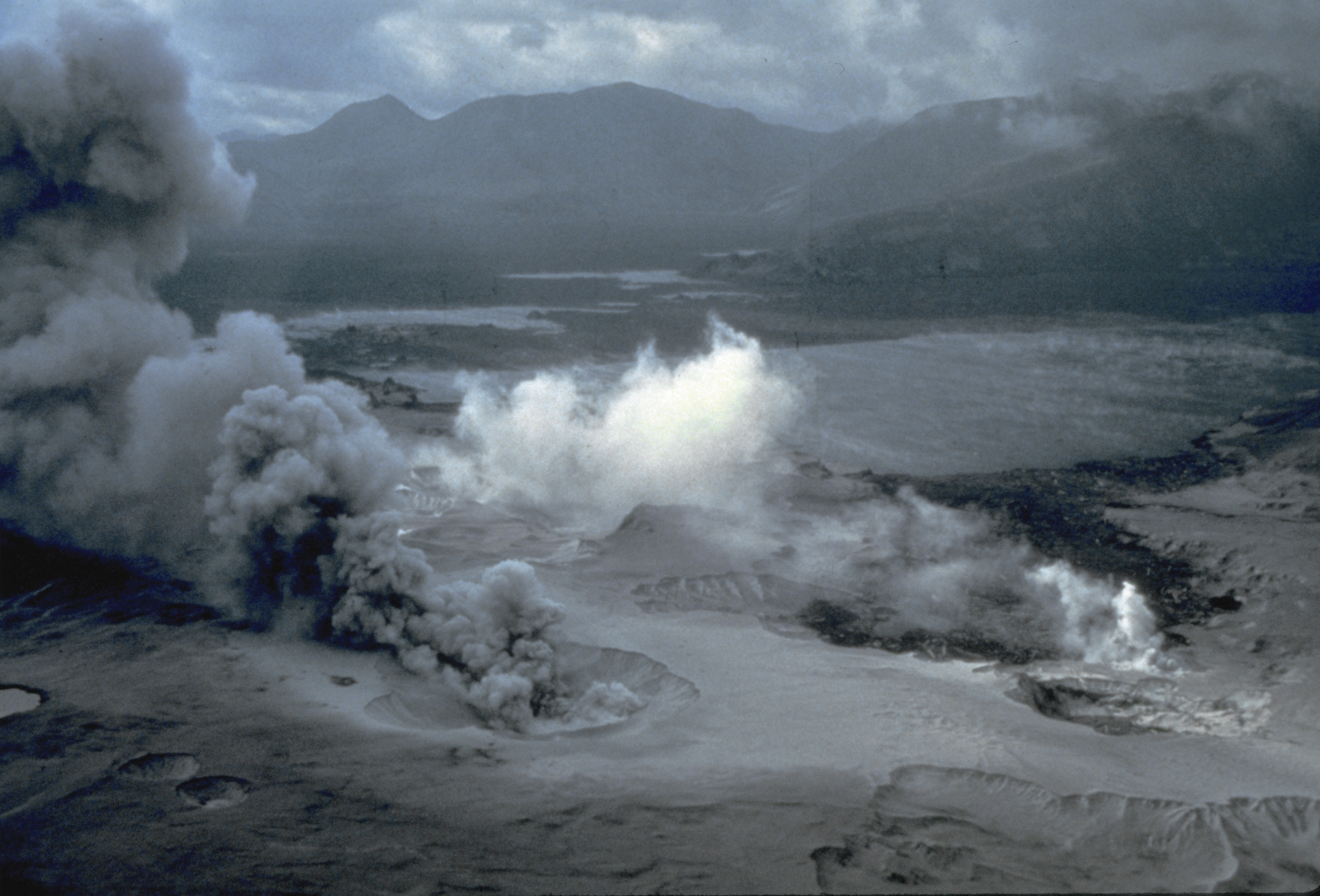
Explosioner av ånga vid Spirit Lake, 25 maj 1980.

Efter den första eruptionen lämnade jordskredet plats åt ny magma och senare pyroklastiska flöden utgjordes därför mera sällan av gamla vulkaniska bergarter. Följande avlagringar bildade ett solfjäderformigt mönster med överlappande skikt och sedimenttungor. Hopräknat skedde den 18 maj ytterligare sjutton pyroklastiska flöden med en sammanlagd volym av 208 000 000 m³.
Avlagringar hade två veckor efter utbrottet en temperatur mellan 300 °C och 420 °C. Hettan orsakade en rad sekundära explosioner av ånga som skapade nya kratrar vid norra kanten av sedimentet, vid södra strandlinjen av Spirit Lake och längs övre delen av North Fork Toutle River. Dessa sporadiska eruptioner ägde rum flera veckor och månader efter den 18 maj. En av explosionerna skedde nästan ett helt år senare, den 16 maj 1981.

## Askpelare

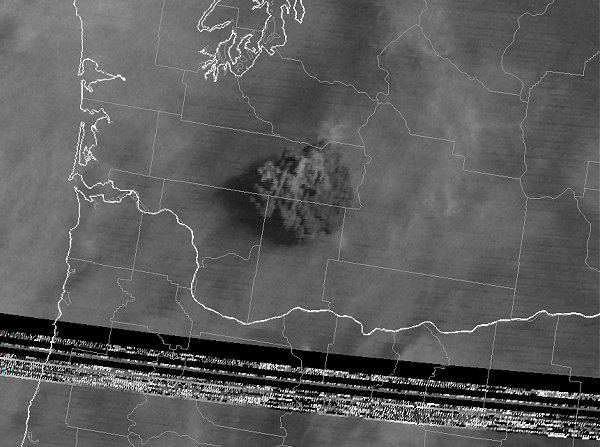
Molnet av aska, fotograferad av GOES-3, kl. 8.45

Karta över askans avlagringar i Förenta staterna (röd = 50 till 130 mm, orange = 12 till 50 mm, gul = upp till 12 mm).

Medan stenlavinen och det pyroklastiska flödet höll på att röra sig norrut växte ovanför vulkanen en askpelare som efter tio minuter nådde 19 km upp i luften. Under de följande 10 timmar kastades en mängd partiklar upp i stratosfären. Nära vulkanen orsakade den virvlande askan urladdningar av blixtar som i sin tur resulterade i många skogsbränder. En del av pelaren kollaberade så att den nu blev svampformig och delar av askan föll till marken. Denna nederbörd blandades med lava, slam och ånga som nu bildade nya pyroklastiska flöden nedanför Mount Saint Helens sluttningar. Senare flöden kom direkt från den nya norrut flyttade kratern och bildades av glödande pimpsten samt av mycket het aska. Genom några av strömmarna förångades vatten och is och skapade nya kratrar med 20 m diameter. Därifrån slungades askan cirka 2 km (6 500 fot) upp i skyn.
Kraftiga jetströmmar flyttade den största delen av askan med en hastighet omkring 100 km/h åt ostnordost. Klockan 09:45 nådde det första askregnet staden Yakima som ligger 145 km från vulkanen och klockan 11:45 var regnet över Spokane. På Yakima föll 100 till 130 mm aska ner och i en region österut fram till Spokane försämrades sikten under 12-tiden till tre meter. Klockan 22:15 kom askregnet till västra delar av Yellowstone nationalpark och under nästa dag rapporterades asknedfall även från Denver (Colorado). Senare skedde nederbörd av aska så långt borta som Minnesota och Oklahoma, delar av askan transporterades två veckor runt jorden.
Under de nio timmarna som den häftigaste delen av vulkanutbrottet varade fördelades 540 miljoner ton av vulkanisk aska på en region av 60 000 km². Den största volymen som molnet av aska uppnådde innan den komprimerades av regn var 1,3 kubikkilometer – vad som motsvarar 0,208 kubikkilometer av massivt berg eller 7 procent av materialet som sveptes iväg av jordskredet. Klockan 17:30 den 18 maj föll huvuddelen av pelaren ihop. Under de följande nätter och dagar inträffade eruptioner av mindre styrka.

## Slamströmmar

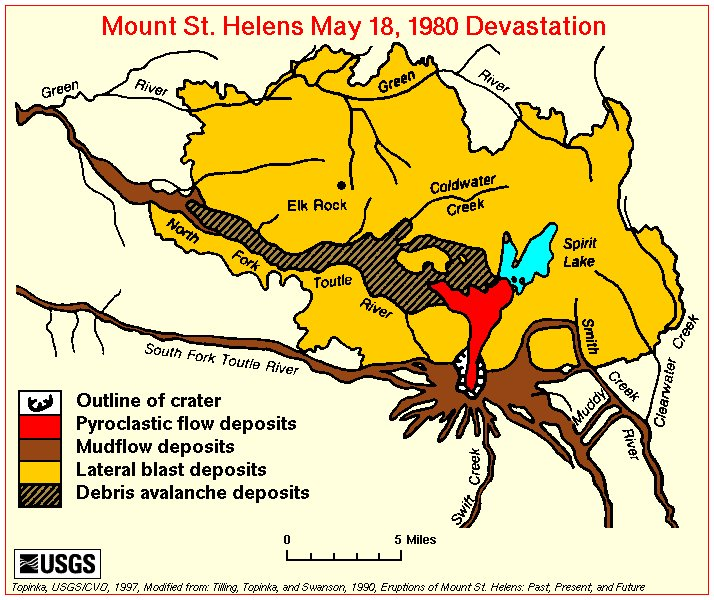
Karta över eruptionens avlagringar (engelska).

Från klockan 08:50 uppstod stora laharer (strömmar av slam och grus) som rörde sig i tre av bergets fyra avvattningsrännor. Strömmarna hade vid vissa ställen en hastighet på upp till 145 km/h, medan den i bredare dalgångar med mindre lutning minskade till 5 km/h. På bergets södra och östra sluttningar hade slamlavinerna en konsistens motsvarande flytande betong, och rörde sig längs Muddy River, Pine Creek och Smith Creek innan de slutligen förenades i Lewis River. Lavinerna krossade flera broar och 13 miljoner kubikmeter av den flytande blandningen av vatten, slam och grus hamnade i Swift Reservoir som därför höjdes med 0,8 meter.
På norra sidan blandades slamlavinerna med pyroklastiskt material och ökade därmed laharernas storlek. Slamströmmarna flöt här längs Toutle Rivers norra och södra armar och förenades ungefär klockan 13 nära staden Castle Rock, Washington, vid mynningen av Toutle River till Cowlitz River. 90 minuter efter eruptionen hade slamlavinen tillryggalagt 43 km och medarbetare på en av företaget Weyerhaeusers anläggningar (Camp Baker) såg en 3,7 meter hög vägg av grumligt vatten och medförda föremål. Nära sammanflödet av Toutle Rivers norra och södra armar registrerades en maximal flod av 7,2 meter.
En stor, men långsamt flytande slamlavin (med en konsistens motsvarande murbruk) startade under tidiga eftermiddagen längs Toutle Rivers norra gren. Strömmen förstörde cirka klockan 14:30 Camp Baker och sju broar under de följande sju timmarna. En del av lavinen stannade upp efter cirka 4 km kort efter framkomsten till Cowlitz River, men den största delen fortsatte nedströms. Efter ytterligare 27 km flöt uppskattat 3 miljoner kubikmeter material in i Columbia Rivers dalgång och minskade vattendjupet med 7,6 meter på en cirka 6 km lång sträcka. Vattenvägen, som brukades intensivt av oceangående lastfartyg, hade nu bara ett djup på 4 meter och stängdes av. Förlusterna för Portland, Oregon uppskattades efteråt till 5 miljoner dollar. Sammanräknat dumpades mer än 50 miljoner kubikmeter sediment längs Cowlitz River och Columbia River.

## Efterverkan

### Utrymning och offer
Mount Saint Helens utbrott var det dödligaste och ekonomiskt mest kostsamma vulkanutbrottet i USA:s historia. 57 människor dog och 200 hus, 27 broar, 24 kilometer räls och 300 kilometer motorväg förstördes som direkt följd av utbrottet. President Jimmy Carter undersökte landskapet efter utbrottet och kallade det för "mer öde än månlandskapet". Mer än 9,4 miljoner kubikmeter trä odugliggjordes av eruptionen eller den följande tryckvågen. Dock hade minst en fjärdedel av hela den skadade trämassan bärgats i september 1980. I regioner som var belägna i vindens riktning drabbades främst jordbrukare av askans regn och på så sätt av ekonomiska skador. Här förstördes främst skörden av vete, äpple, potatis och blålusern. Ungefär 1 500 wapitihjortar och 5 000 andra hjortdjur dog till följd av utbrottet. Enligt uppskattningar dödades 12 miljoner decimeterlånga yngel av stillahavslaxar (Oncorhynchus tshawytscha och Oncorhynchus kisutch) när deras uppfödningsanläggningar blev skadade. Ytterligare cirka 40 000 laxar miste livet efter att flera vattenmagasin längs Lewis River blev delvis tömt på grund av den förväntade floden och slamlavinen. De dödades vanligen av rotorblad i turbiner av vattenkraftverk.
Vattennivåerna i Spirit Lake hade stigit 60 m efter utbrottet och sjön riskerade att brista. Städerna Kelso och Longview riskerade att läggas under 8 m vatten om sjön skulle brista. En pumpanläggning med 20 pumpar installerades som pumpade ur 20 m³ vatten i sekunden dygnet runt i 2 år. Pumplösningen ansågs ohållbar i längden, och en fullortsborrmaskin togs in och borrade ett nytt 2,6 km långt utlopp genom en ås, och räddade Kelso och Longview från översvämning, åtminstone fram till Mount Saint Helens nästa utbrott.

### Vulkanisk aska orsakar problem

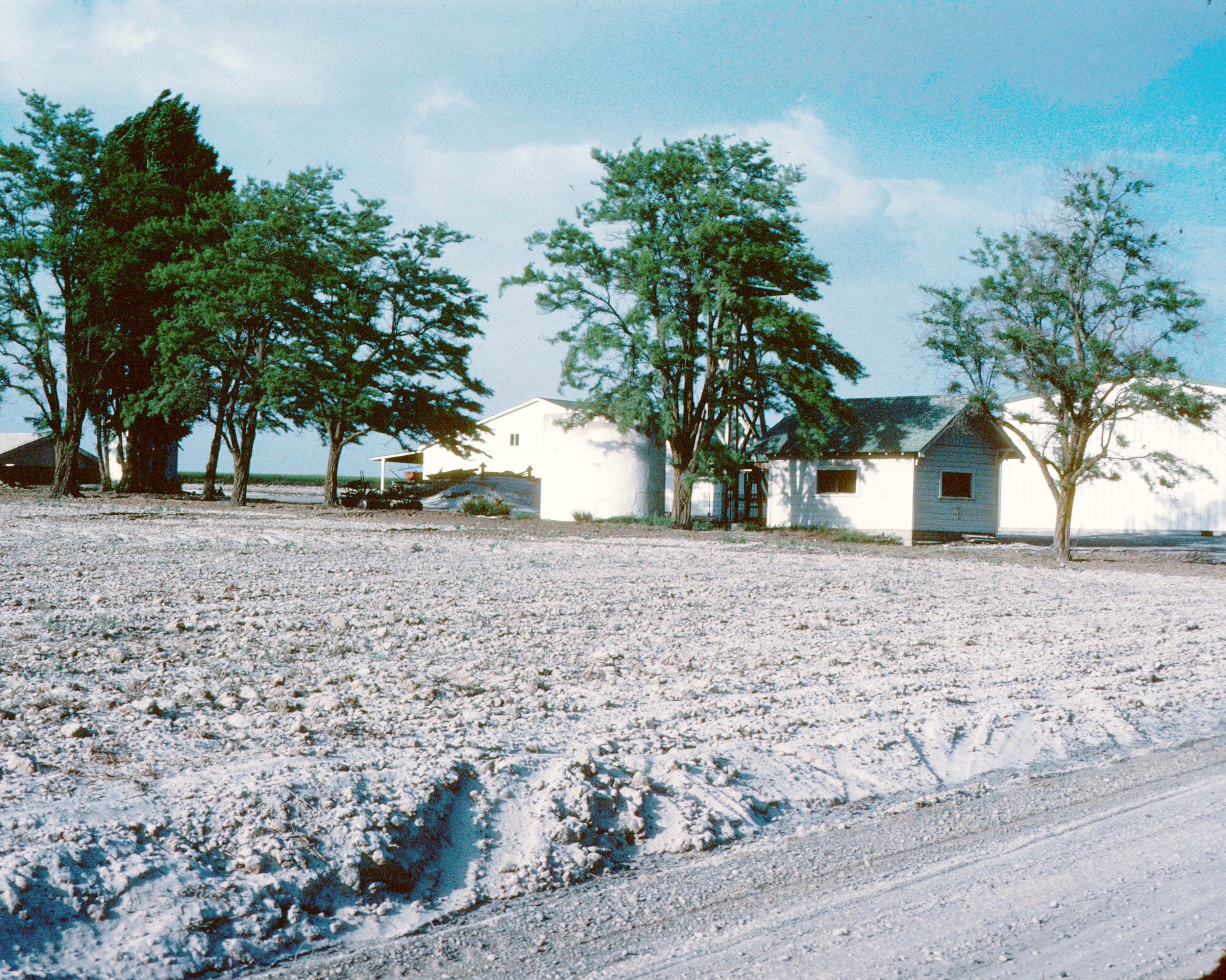
Lagret av vulkanisk aska var ibland över 10 cm tjockt.

Askregnet skapade tidvis stora problem för regionens trafik-, vattenrenings- och avloppsvattenanläggningar. På grund av askan reducerades sikten betydligt och trafiken på flera vägar och motorvägar fick ställas in över en vecka, till exempel på Interstate 90 mellan Seattle och Spokane.
Mount St. Helens utbrott var det första vulkanutbrottet där det registrerades skador på flygplan och deras turbiner. En Douglas DC-9 som den 18 maj flög strax utanför askmolnet fick skador på turbinbladen, men dessa upptäcktes först efter landningen. Tack vare de goda väderförhållandena hade de flesta andra flygplan möjlighet att flyga en omväg kring den drabbade zonen. Den 25 maj hamnade en Lockheed C-130 Hercules under ett forskningsuppdrag mitt i askmolnet som resulterade i den första kända skadan på en flygplansturbin på grund av vulkanisk aska. Ytterligare 6 flygplan fick mindre skador till följd av askan.
Även motorer på land drabbades. Askan blandades med motorernas olja och fastnade i luftfilter eller repade rörliga delar. Små partiklar orsakade kortslutningar i elektriska transformatorer som ledde till elavbrott.
Flera kommuner i östra Washington var tvungen att gräva ur större delen av infrastrukturen. Myndigheterna uppskattade hela lagret av vulkanisk aska som täckte motorvägar och flygplatser med 1,8 miljoner kubikmeter eller 900 000 ton. Kostnaderna för utgrävningarna beräknades senare till 2,2 miljoner dollar och på vissa ställen varade grävarbetet i tio veckor. Askan fraktades till dagbrott, soptippar eller andra lämpliga platser. Där täcktes den vanligen med ett lager jord, för att vinden inte skulle sprida den igen.

### Naturen återkommer

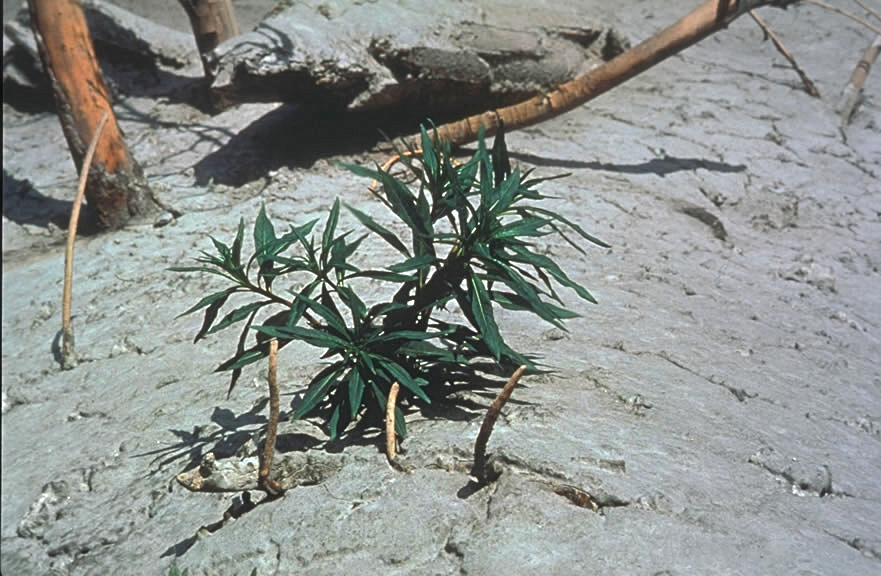
Mjölke bryter fram genom askan några veckor efter eruptionen.

Trots den totala förstörelse som drabbade Mount Saint Helens närområde överlevde många arter. Den västliga kindpåsråttan levde i gångar i marken och undkom med livet i behåll till och med i svårt drabbade områden. Kindpåsråttan spelade en stor roll för naturens återhämtning då den blandade om asklagret med den underliggande jorden när den grävde gångar. Många frön och bär "planterades" ofrivilligt av kindpåsråttorna och det bildades öar av mjölke, lupiner och nutkahallon.
Groddjur som befunnit sig i dvala i bottenslammet på sjöarna vaknade upp ur dvalan till en förändrad värld. Insekter som levde i trädstammar överlevde också till stor del katastrofen och fick gott om död ved att leva på. De första djuren som återkoloniserade området redan efter några dagar var insekter såsom gräshoppor, nyckelpigor, getingar och flugor, som lätt flyger långa sträckor. Två månader efter utbrottet hade 300 fågelarter observerats. Tre år efter utbrottet så hade 90 procent av alla växter som fanns före utbrottet och alla däggdjur som antogs ha funnits före utbrottet återvänt. Tio år efter utbrottet hade alla sjöar i området återhämtat sig.
Under senare halvan av 1980 bärgades en fjärdedel av all skog som fällts och under hela 1980-talet återplanterades träd. Trots att skogsindustrin var van vid kalhyggen var trädplanteringen till en början besvärlig. Vulkanisk aska saknar helt näringsämnen och för att ett träd ska slå rot så måste asklagret blandas med den underliggande jorden, något som gjordes för hand. Den ljusa vulkanaskan reflekterade solljuset så effektivt att temperaturen kunde stiga till 70 °C och i soliga lägen försågs varje planta med ett solskydd. Tio år efter skogsplanteringen hade träden vuxit till en höjd av 8 meter. Trädplanteringen fick kritik från forskarhåll, där man ansåg att naturen skulle må bättre av att få återhämta sig själv och få en större diversifiering än en planterad granåker där alla träd är av samma art och ålder.

### Vulkanutbrott
- Thera 1625 f.Kr VEI7
- Samalas 1257  VEI7
- Hōeiutbrottet 1707
- Laki 1783  VEI6
- Tambora 1815  VEI7
- Krakatau 1883  VEI6
- Novarupta 1912  VEI6+
- Mount St Helens 1980 VEI5
- Pinatubo 1991 VEI6

### Notförteckning
1. ↑  ”List of victims from monument at Johnson Ridge observatory”. KGW News. Arkiverad från originalet den 25 maj 2009. https://www.webcitation.org/5h1pa0BD8?url=http://www.kgw.com/news/pdf/helens_deathlist.pdf.
2. ↑  Harden, Blaine (18 maj 2005). ”Explosive Lessons of 25 Years Ago”. The Washington Post:  s. A03. Läst 10 januari 2009.
3. ↑  ”Mount St. Helens - From the 1980 Eruption to 2000, Fact Sheet 036-00”. U.S. Geological Survey. Arkiverad från originalet den 12 maj 2013. https://web.archive.org/web/20130512162409/http://pubs.usgs.gov/fs/2000/fs036-00/. Läst 6 juli 2009.
4. ↑  "Mount St. Helens Precursory Activity: March 15–21, 1980 Arkiverad 6 oktober 2012 hämtat från the Wayback Machine.". United States Geological Survey. 2001. Läst 26 maj 2007.
5. 1 2  "Mount St. Helens Precursory Activity: March 22–28, 1980 Arkiverad 5 oktober 2012 hämtat från the Wayback Machine.". United States Geological Survey. 2001. Läst 26 maj 2007.
6. 1 2 3  Harris, Fire Mountains of the West (1988), sid. 202
7. 1 2  Harris, Fire Mountains of the West (1988), sid. 204
8. 1 2  Harris, Fire Mountains of the West (1988), sid. 203
9. ↑  ”Mount St. Helens Precursory Activity: March 29–April 4, 1980”. United States Geological Survey. 2001. Arkiverad från originalet den 10 oktober 2012. https://web.archive.org/web/20121010215612/http://vulcan.wr.usgs.gov/Volcanoes/MSH/May18/MSHThisWeek/32944/32944.html. Läst 26 maj 2007.
10. ↑  "Sister, friend say Harry probably died" i Spokane Daily Chronicle, årsgång 94, № 208, 20 maj 1980, sid. 6
11. ↑  "Mount St. Helens Precursory Activity: April 5–11, 1980 Arkiverad 11 oktober 2012 hämtat från the Wayback Machine.". United States Geological Survey. 2001. Läst 26 maj 2007.
12. 1 2  "Reawakening and Initial Activity". United States Geological Survey. 1997. Läst 31 maj 2007.
13. ↑  "Mount St. Helens Precursory Activity: May 3–9, 1980 Arkiverad 3 februari 2013 hämtat från the Wayback Machine.". United States Geological Survey. 2001. Läst 26 maj 2007.
14. ↑  "Mount St. Helens Precursory Activity: May 10–17, 1980 Arkiverad 12 mars 2010 hämtat från the Wayback Machine.". United States Geological Survey. 2001. Läst 26 maj 2007.
15. 1 2 3 4 5 6 7 8 9 10 11 12 13 14 15 16 17 18 19 20 21 22 23  Tilling, Robert I., Topinka, Lyn and Swanson, Donald A. (1990). "Eruptions of Mount St. Helens: Past, Present, and Future Arkiverad 16 oktober 2011 hämtat från the Wayback Machine.". The Climactic Eruption of May 18, 1980. U.S. Geological Survey (Special Interest Publication). Läst 5 december 2010.
16. 1 2 3 4  Harris, Fire Mountains of the West (1988), sid. 205
17. ↑  Rob Carson (2003). Mount St. Helens - The Eruption and Recovery of a Volcano. sid. 24-28
18. 1 2 3 4  Harris, Fire Mountains of the West (1988), sid. 209
19. 1 2 3  Harris, Fire Mountains of the West (1988), sid. 206
20. 1 2 3  Harris, Fire Mountains of the West (1988), sid. 208
21. 1 2  Harris, Fire Mountains of the West (1988), sid. 210
22. ↑  Murray, Patty (17 maj 2005). ”25th Anniversary of the Mount St. Helens Eruption”. Congressional Record – Senate. U.S. Government Printing Office. sid. S5252. http://frwebgate.access.gpo.gov/cgi-bin/getpage.cgi?dbname=2005_record&page=S5252&position=all. Läst 18 maj 2009.
23. ↑  Egan, Timothy (26 juni 1988). ”Trees Return to St. Helens, But Do They Make a Forest?”. The New York Times:  s. 1. http://www.nytimes.com/1988/06/26/us/trees-return-to-st-helens-but-do-they-make-a-forest.html. Läst 18 maj 2009.
24. 1 2  Rob Carson (2003). Mount St. Helens - The Eruption and Recovery of a Volcano. sid. 123-136
25. ↑  Vallance, Gardner et al. (USGS): Mount St. Helens – A 30- Year Legacy of Volcanism Arkiverad 16 november 2011 hämtat från the Wayback Machine.. In: EOS, Journal of the American Geophysical Union, vol. 91, nr. 19, 11 maj 2010, sid. 169-170.
26. ↑  ICAO: Manual on Volcanic Ash, Radioactive Material and Toxic Chemical Clouds (Doc 9691) DRAFT, sid. 109, 112.
27. 1 2  Rob Carson (2003). Mount St. Helens - The Eruption and Recovery of a Volcano. sid. 82-111

### Källförteckning
- Boote, Sigrid (1996): Die wirtschaftlichen Auswirkungen des Vulkanausbruchs des Mount St. Helens, Washington, USA, am 18. Mai 1980 [The economic effects of the eruption of Mount St. Helens, WA, on May 18, 1980], Thesis an der Wirtschaftsuniversität Wien.
- Carson, Rob (2000): Mount St Helens - The Eruption and Recovery of a Volcano, ISBN 1-57061-248-X (ISBN 978-157061-248-0)
- Haber, Heinz; Haber, Irmgard (1985, första upplagan 1981): Die Erde schlägt zu. Ausbruch des Mount St. Helens. In: Das aktuelle Ullstein-Buch, Ullstein Taschenbuch Nr. 34518,  Frankfurt am Main / Berlin / Wien, ISBN 3-548-34518-2.
- Harris, Stephen L. (1988): Fire Mountains of the West: The Cascade and Mono Lake Volcanoes, MissoMountain Press Publishing Company, Missoula 1988, ISBN 0-87842-220-X

### Engelska originalcitat
1. ↑  "Vancouver! Vancouver! This is it!"
2. ↑  "Quiet zone."
3. ↑  "Tree removal zone."
4. ↑  "Tree down zone."
5. ↑  "Standing dead zone."
6. ↑  "[...] more desolate than a moonscape."